# Université d'Otago
L'université d'Otago (en anglais University of Otago, en maori Te Whare Wānanga o Otāgo)  est la plus ancienne université de Nouvelle-Zélande. Située à Dunedin, sur l'île du Sud, elle accueille plus de 20 000 étudiants.

## Description

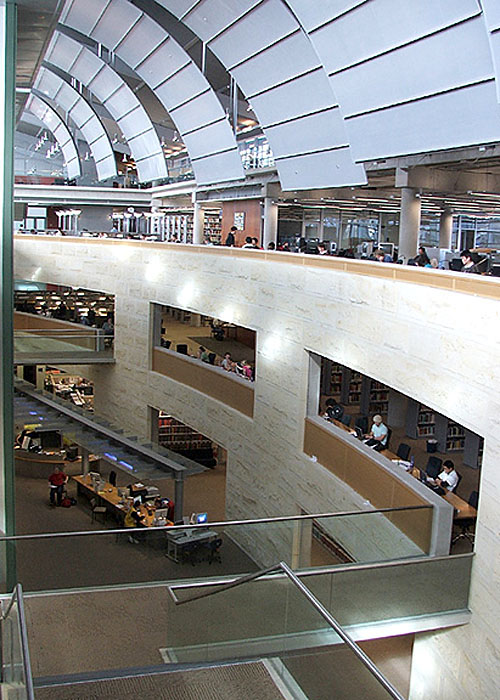
Intérieur de la bibliothèque centrale de l'université.

L'université est connue à travers le pays pour son style de vie étudiante unique et plus particulièrement sa culture de colocation avec des étudiants partageant des maisons à l'apparence « semi-délabrée » ayant chacune un nom et une vie domestique propre. Les diplômés d'Otago sont connus pour être ensuite les plus dispersés à travers le monde, beaucoup d'entre eux s'installant en Australie, au Royaume-Uni, en Irlande, au Canada, aux États-Unis, en Chine ou dans différents pays d'Asie ainsi que dans différents endroits de Nouvelle-Zélande.
L'université possède une recherche de qualité, la seconde après l'université d'Auckland dans la notation des chercheurs qu'elle emploie, et se classait première dans l'évaluation du Performance Based Research Fund (en) de Nouvelle-Zélande en 2006.

## Historique
Fondée en 1869 par un comité dont le pasteur Thomas Burns (en) faisait partie, l'université ouvrit en juillet 1871. Sa devise est Sapere aude (« Ose savoir »). (l'université de Nouvelle-Zélande adopta par la suite la même devise.) L'association des étudiants de l'université y répond par sa propre devise, Audeamus (« Osons »).
Entre 1874 et 1961, l'université d'Otago faisait partie de l'université de Nouvelle-Zélande et délivrait des diplômes sous ce nom. Elle est actuellement le plus gros employeur de l'île du Sud.

## Personnalités liées à l'université
- Foss Shanahan (1910-1964), homme d'État et diplomate

## Source
- (en) Cet article est partiellement ou en totalité issu de l’article de Wikipédia en anglais intitulé « University of Otago » (voir la liste des auteurs).